# Teatre del Capitoli (Tolosa)
El Théâtre du Capitole és una sala d'òpera situada en l'edifici del Capitoli de Tolosa. Va ser inaugurat el 1818. La sala gran té una capacitat de 1.150 espectadors.